# 血脂检查
血脂检查是一種血液检查。人們主要通過血脂检查來確認自己的脂類含量是否异常，例如膽固醇和三酸甘油酯的指標是否符合健康人的標準。血脂检查還可以確認受試者是否有罹患心血管疾病、胰腺炎和其他疾病的風險。通常人們在進行体检和全血细胞计数時順帶進行血脂檢查。ATP III 指南建議健康成年人每五年進行一次血脂检查。 